# Svartviktjärnen, Västerbotten
Svartviktjärnen är en sjö i Vindelns kommun i Västerbotten och ingår i Umeälvens huvudavrinningsområde. Sjön har en area på 0,0654 kvadratkilometer och ligger 247,2 meter över havet. Svartviktjärnen ligger i Vindelälven Natura 2000-område.

## Delavrinningsområde
Svartviktjärnen ingår i det delavrinningsområde (715661-166712) som SMHI kallar för Namn saknas. Medelhöjden är 259 meter över havet och ytan är 0,41 kvadratkilometer. Det finns inga avrinningsområden uppströms utan avrinningsområdet är högsta punkten. Vattendraget som avvattnar avrinningsområdet har biflödesordning 5, vilket innebär att vattnet flödar genom totalt 5 vattendrag innan det når havet efter 138 kilometer. Avrinningsområdet består mestadels av skog (84 procent). Avrinningsområdet har 0,07 kvadratkilometer vattenytor vilket ger det en sjöprocent på 16 procent.